# Rudolf al II-lea al Sfântului Imperiu Roman
Rudolf al II-lea (n. 18 iulie 1552, Viena, Monarhia Habsburgică – d. 20 ianuarie 1612, Praga, Regatul Boemiei), arhiduce al Austriei aparținând Casei de Habsburg, a fost rege al Ungariei (1572–1608), rege al Boemiei (1575–1611), rege romano-german ales și încoronat în 1575 și împărat al Sfântului Imperiu Roman din 1576 până la moarte.
Rudolf a fost un susținător al artelor și științelor, dar un conducător în general slab și practic incapabil de a guverna, cel puțin în ultimii ani. În perioada cârmuirii sale s-a desfășurat ceea ce în istorie este cunoscut sub numele de Războiul cel Lung și a fost introdus calendarul gregorian. Fiind un conducător inactiv el a contribuit la adâncirea crizei în imperiu. În cele din urmă, fratele său, arhiducele Matia, și alți membri ai Casei de Habsburg s-au îndreptat în mod deschis împotriva sa, luându-i treptat aproape toate pozițiile de putere.
Modelul său ca imagine imperială a fost bunicul său, Carol al V-lea.
Motto: Fulget caesaris astrum.

## Biografie

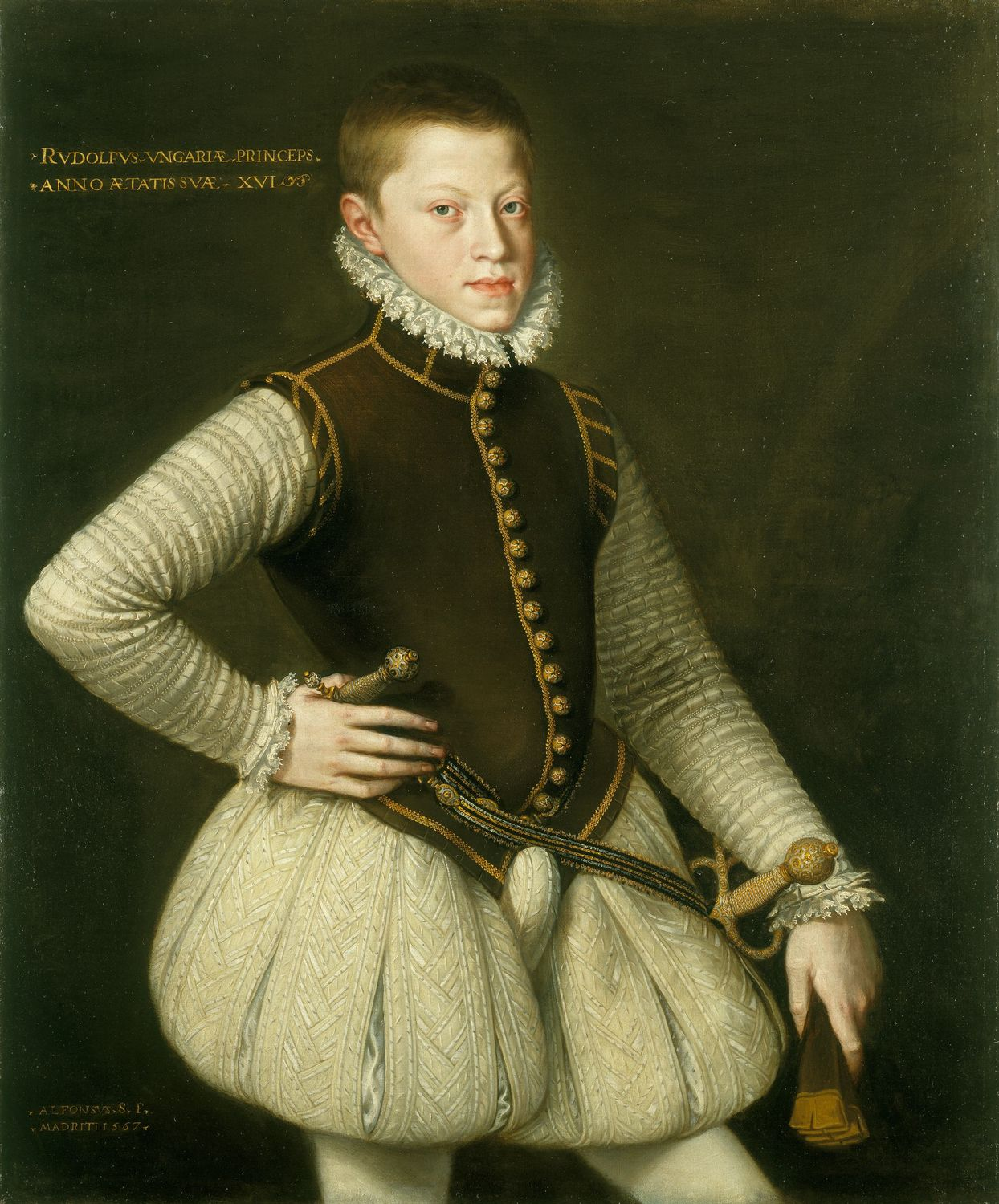
Arhiducele Rudolf

### Copilăria și educația
Rudolf a fost fiul împăratului Maximilian al II-lea și al soției sale, Maria, fiica împăratului Carol al V-lea și a Isabelei de Portugalia. Bunicul său pe linie paternă a fost împăratul  Ferdinand I. 
Frații săi mai mici au fost: Ernest, Matia I, Maximilian al III-lea, Albert al VII-lea și Venceslau. Prin căsătoria surorilor sale, Ana și Elisabeta, Rudolf s-a înrudit cu Filip al II-lea al Spaniei și cu regele Carol al IX-lea al Franței.
Fratele său mai mare, Ferdinand (n. 28 martie 1551 la Cigales), a murit la 25 iunie 1552, puțin timp înaintea nașterii lui Rudolf, după întoarcerea părinților din Spania la Viena. Ca urmare, Rudolf a devenit succesorul tatălui său.
Până la vârsta de 11 ani Rudolf a petrecut o copilărie netulburată, alături de ceilalți frați, la curtea tatălui său, Maximilian al II-lea. Acesta manifesta toleranță privind diferitele religii ale supușilor săi, opusă convingerilor catolice ale soției sale. Astfel, experiențele contradictorii trăite în copilărie au influențat comportamentul lui Rudolf ca adult. Maximilian al II-lea s-a opus ideii ca educația fiilor săi să fie încredințață iezuiților. De aceea împăratul Ferdinand I (bunicul pe linie paternă) convins de regele Filip al II-lea, a determinat trimiterea fiilor mai mari, Rudolf și Ernest, la curtea Spaniei pentru desăvârșirea educației și însușirea rigorilor etichetei și ceremoniei spaniole, fiind astfel protejați de influențele protestante.
Prin urmare, Rudolf împreună cu fratele său, Ernest, a trăit între 1563 și 1571 la curtea unchiului său, Filip al II-lea al Spaniei. Pe lângă preocuparea pentru educația catolică, un rol important în această decizie l-a jucat politica familiei de Habsburg de atenuare a tensiunilor dintre cele două ramuri ale sale: cea austriacă și cea spaniolă, tensiuni care erau evidente mai ales în Italia. De asemenea, la acea vreme singurul moștenitor pe linie masculină al regelui Filip al II-lea era Don Carlos care era considerat incapabil de a guverna și de aceea exista posibilitatea ca Rudolf să moștenească tronul spaniol. În aceeași perioadă Rudolf a fost logodit cu infanta Isabella Clara Eugenia.

### Personalitatea lui Rudolf
Anii petrecuți în Spania au influențat caracterul lui Rudolf pentru tot restul vieții sale, având ca urmare o mândrie accentuată și o atitudine foarte distantă față de cei din jur. În tinerețe Rudolf era generos și tolerant. După întoarcerea la Viena, tatăl său a fost preocupat de comportamentul rigid al lui Rudolf, tipic pentru curtea spaniolă mult mai conservatoare decât cea austriacă mai relaxată și deschisă. Rudolf a rămas pentru tot restul vieții sale o persoană rezervată, secretoasă și ciudată.
În multe privințe, tânărul Rudolf corespundea imaginii aristocratului ideal al acelei vremi. Stăpânea arta războiului cavaleresc (deja irelevantă în practica militară, dar încă folosită în turniruri și ocazii similare) și vorbea fluent pe lângă germană, latină, spaniolă, franceză și cehă. De asemenea, era interesat de artă, literatură, muzică și pictură și era pasionat de astrologie și astronomie.
Cel puțin în primii ani, Rudolf dovedea capacitatea de a judeca și de a înțelege problemele politicii și voința de a guverna însă aceste calități au fost umbrite de timiditate și de tendințe depresive care probabil au cauzat ulterior fuga sa de realitate. Pe termen lung, tendința spre inactivitate politică s-a accentuat, iar crizele mentale s-au suprapus suferințelor fizice. Acestea s-au făcut simțite la început în 1578, 1580 și 1581. De atunci Rudolf s-a ținut departe de turniruri, partide de vânătoare și festivități. A încercat să evite mulțimile mari de oameni și ori de câte ori era posibil, mânca singur. Sănătatea sa mintală s-a deteriorat brusc în jurul anului 1598. Era extrem de neîncrezător chiar în cei apropiați lui temându-se de vrăjitorie și otrăvire, își pedepsea brutal subalternii, plănuia să se sinucidă și încerca să scape de suferință cu ajutorul alcoolului.
Împăratul avea, fără îndoială, mari probleme psihice. Este posibil ca boala lui să fi fost o formă de schizofrenie ereditară. O astfel de boală a fost aparent diagnosticată cu ușurință la fiul său, margraful Don Julio. Cu toate acestea, trebuie avut în vedere că interesele politice au jucat și ele un rol în rapoartele contemporane despre comportamentul ciudat al împăratului. Nunțiul papal Filippo Spinelli sau persoane apropiate fratelui său, Matia, aveau cu siguranță interes să-l înfățișeze pe Rudolf ca incompetent.
Relația sa cu femeile a fost și ea una foarte dificilă. Căsătoria plănuită cu infanta Isabela Clara Eugenia, nu a avut loc. După optsprezece ani de logodnă, la vârsta de 32 de ani, sătulă de așteptare, Isabela s-a căsătorit cu fratele mai tânăr al logodnicului, Albert. Rudolf a răspuns cu un acces de furie. Numeroase alte posibile căsătorii nu s-au concretizat. Rudolf a avut mai mulți copii nelegitimi ale căror mame sunt cunoscute doar parțial. Cea mai stabilă legătură a fost cea cu Anna Maria Strada (1579–1629), fiica nelegitimă a lui Ottavio Strada și a Mariei Hofmeister, nepoată a maestrului constructor Jacopo Strada. Din această legătură au rezultat șase copii dintre care doi i-au adus nefericire: Don Carlos (victima unei răfuieli în Viena) și Don Julius (a sfârșit în izolare după actele de sadism comise într-un acces de furie).

### Cârmuirea

#### Preluarea cârmuirii

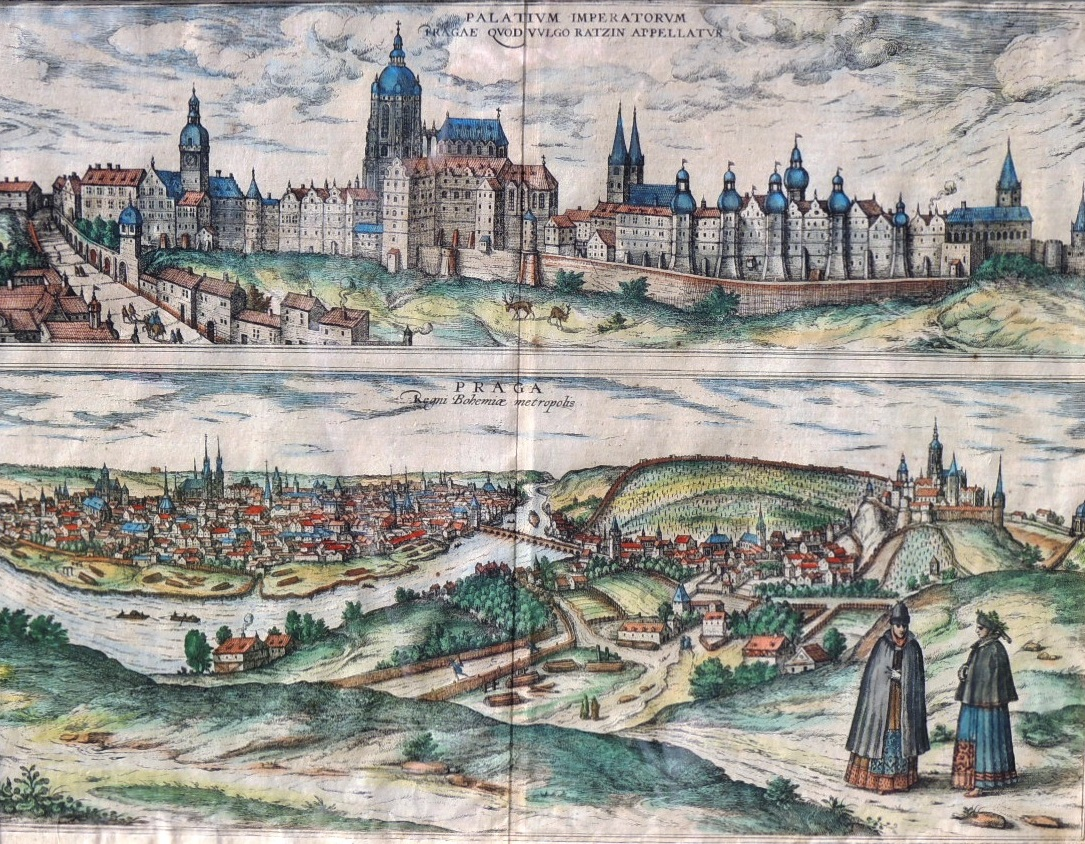
Castelul Praga (George Hoefnagel, 1595)

Întors în Austria în 1571 cu ocazia nunții unchiului său, arhiducele Carol al II-lea, a fost pregătit sistematic de tatăl său ca succesor. El a fost numit imediat guvernator al Austriei Inferioare. Pe 26 septembrie 1572 Rudolf a fost încoronat rege al Ungariei în Catedrala Sf. Martin din Bratislava. După ce Maximilian al II-lea asigurase protestanților și utrachiștilor din Boemia libertatea de a-și practica religia, Rudolf a fost încoronat rege al Boemiei pe 22 septembrie 1575 în Catedrala Sf. Vitus din Praga. Mulți principi germani au fost inițial sceptici cu privire la arhiducele educat în Spania, totuși pe 27 octombrie 1575 a fost ales rege romano-german și încoronat la Regensburg pe 1 decembrie în același an.
Rudolf l-a succedat la tronul imperial pe tatăl său când acesta a murit în timpul dietei de la Regensburg pe 12 octombrie 1576.

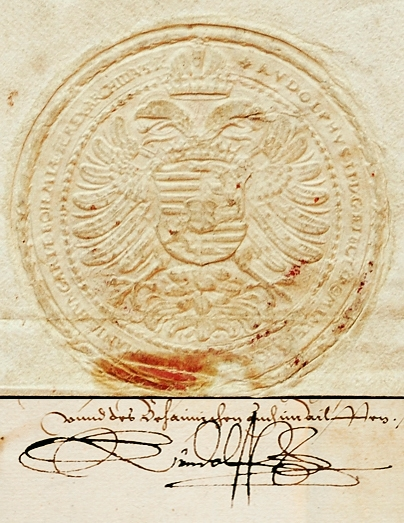
Pecetea Regatului Boemiei purtând semnătura lui Rudolf al II-lea (1586)

Unul dintre primele sale acte oficiale a fost mutarea reședinței de la Viena la Praga ceea ce a legat mai strâns nobilimea boemă de casa cârmuitoare. În ciuda solitudinii sale, Rudolf a menținut acolo o curte reprezentativă, extrem de costisitoare ceea ce demonstra preferința lui pentru o lume a aparențelor în locul realității.
Cercetări recente au relativizat idei mai vechi legate de importanța consilierului său privat în luarea deciziilor politice și în problemele sale psihologice (în afară de ultimii ani ai vieții). Pe de altă parte, cercetările au subliniat climatul tolerant existent la curtea regală și faptul că deciziile erau luate cu consultarea diferitelor consilii. În prima perioadă a cârmuirii, din 1576 până în 1583, curtea a fost itinerantă, iar până în 1600, s-a aflat la Praga, fiind relativ constantă în ceea ce privește funcționarii.

#### Politica externă
Rudolf a încercat să impună supremația imperiului atât în raport cu Franța, cât și cu Spania, de aceea a refuzat să-i acorde lui Filip al II-lea titlul de vicar imperial în Italia. Pe de altă parte, a întărit drepturile imperiale în Țările de Jos. De asemenea, Rudolf a opus rezistență papalității care câștigase putere politică în timpul Contrareformei.
Revoltele olandezilor împotriva Habsburgilor spanioli, începute între anii 1566 și 1568, s-au accentuat în timpul cârmuirii lui Rudolf. Fratele său, Matia, implicat direct în conflict, s-a autonumit guvernator general al Țărilor de Jos. Acțiunile lui au întâmpinat nu numai dezaprobarea regelui Filip al II-lea, ci și pe cea a lui Rudolf care a încercat în zadar în 1579 la Köln să ajungă la o înțelegere între părțile aflate în conflict. În Polonia, tronul devenise vacant când Henric al III-lea de Valois părăsise țara în 1574 pentru a se urca pe tronul Franței. Încercarea Habsburgilor de a obține tronul polonez pentru arhiducele Ernest, a eșuat. Câțiva ani mai târziu, după moartea principelui Ștefan Báthory, problema a reapărut. Arhiducele Maximilian al III-lea a fost ales rege al Poloniei de o parte a nobilimii poloneze, dar nu s-a putut impune în fața concurentului său, Sigismund al III-lea ales de majoritatea nobililor. Rudolf care nu fusese foarte activ în această problemă, s-a străduit să-l elibereze pe fratele său ajuns prizonier.

#### Reforma și Contrareforma în Biserică
Rudolf a practicat catolicismul după Conciliul de la Trent, deși nunțiul apostolic s-a plâns într-un raport că împăratul a arătat puțin zel religios înconjurându-se de eretici. Rudolf, o persoană tolerantă, nu se temea de contactul cu adepții altor confesiuni. El i-a acceptat pe luterani, utrachiști și chiar pe calviniști în administrație. Confesorul și medicul său, Ioan Pistorius cel Tânăr, fusese luteran și calvinist înainte de a se converti la catolicism. La începutul cârmuirii, Rudolf încurajase iezuiții, dar a rămas suspicios în ceea ce-i privea și de aceea a refuzat să cedeze Universitatea din Praga, acestui ordin religios.
Contrareforma a fost promovată de frații și rudele sale în teritoriile ereditare austriece, iar Rudolf a emis ordonanțele necesare acesteia, dar în Boemia eforturile sale nu au putut împiedica răspândirea protestantismului. De exemplu, în 1577 slujbele religioase protestante au fost interzise în Viena, la scurt timp după aceea predicatorii protestanți au fost expulzați, iar bisericile și școlile lor închise. Totuși, la momentul conflictului dintre Rudolf și Matia privind guvernarea, presiunea exercitată asupra protestanților s-a diminuat, deoarece ambele părți aveau nevoie de sprijinul lor.
În Ungaria domnea o nemulțumire generală în fața dilemei religioase. Rudolf refuzase la o dietă în Bratislava să admită concesii privind învățământul religios și în același timp făcuse cunoscută intenția sa de a restaura caracterul catolic al Ungariei. Rigidatea lui Rudolf a determinat trecerea Stărilor ungare, anterior loiale, de partea nobililor protestanți. Stefan Bocskay, un nobil care fusese susținătorul lui Rudolf, a cerut ajutorul turcilor, iar sultanul i-a dat Principatul Transilvaniei ca feudă turcească.
Măsurile împotriva Reformei, în special în Boemia, Ungaria și Austria Inferioară, aveau ca scop înfrângerea puterii Stărilor - nobili, cavaleri și reprezentanți ai orașelor, în majoritate protestanți - dar au avut succes doar parțial.
Atitudinea lui Rudolf față de catolicism a fost caracterizată de nesiguranță, iar relația sa cu tabăra protestanților privită de catolici fără simpatie. Între cele două tabere Rudolf a preferat o poziție independentă ceea ce nu a avut rezultate pozitive în nicio direcție. Ca și tatăl său, el a refuzat sfintele sacramente înainte de a muri.

#### Politica imperială

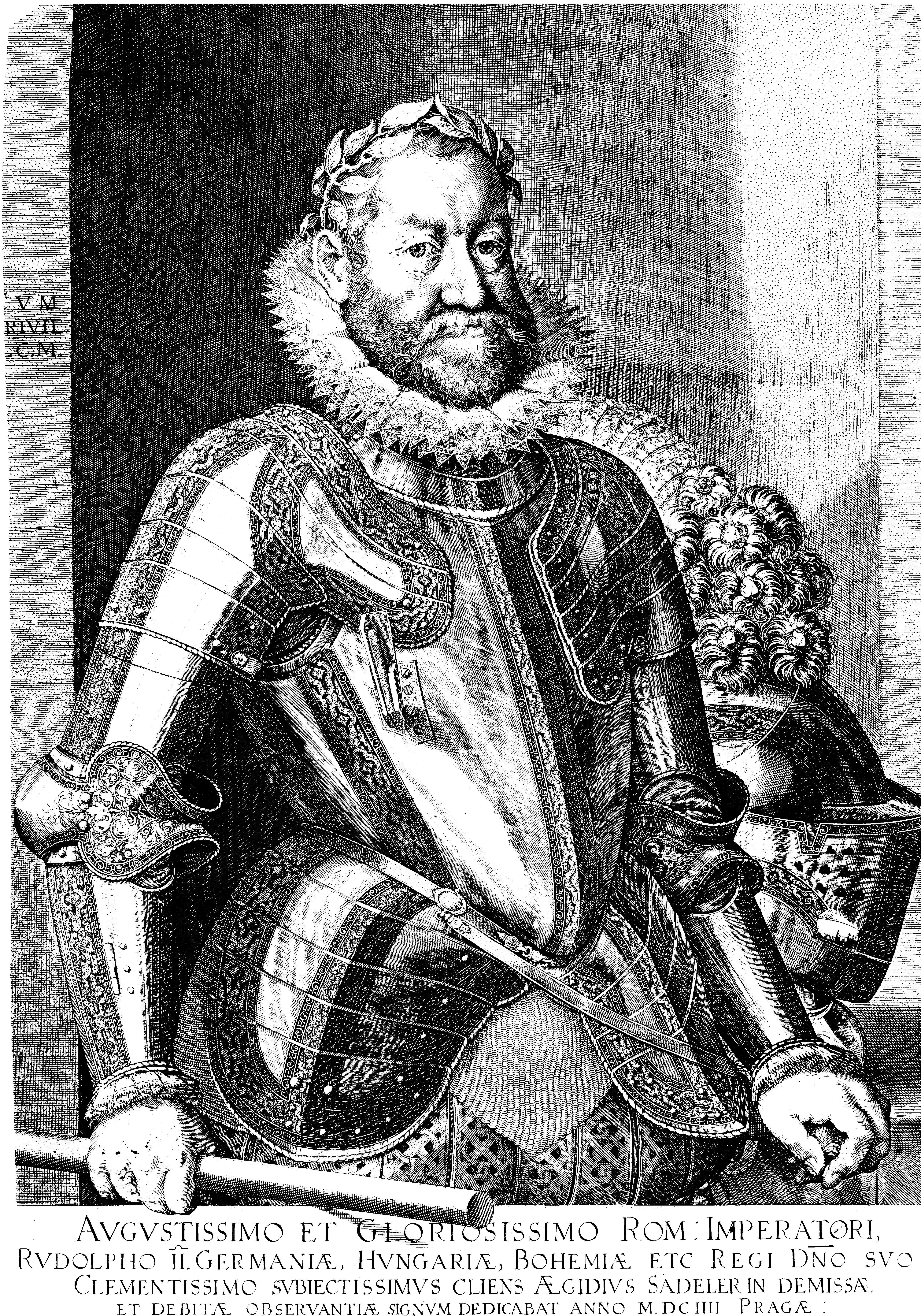
Rudolf al II-lea (gravură, Egidius Sadeler, 1609)

În politica imperială Rudolf a dat dovadă de puțină inițiativă, perioada cârmuirii sale fiind determinată de consecințele politice ale Reformei și de divizarea confesională a Stărilor imperiale. În timpul său au avut loc cinci diete, de o importanță politică redusă, Rudolf fiind prezent doar la primele două: cea din Augsburg în 1582 și cea din Regensburg în 1594.
Spre deosebire de bunicul și de tatăl său, Rudolf nu a reușit să medieze între diferitele confesiuni religioase jucând doar un rol secundar în disputele acestora. El tindea în general să favorizeze partea catolică, dar în același timp nu a reacționat față de politica de opoziție a calvinistului Palatinat Elector.
Puterea împăratului a crescut atunci când tensiunile dintre confesiunile religioase au adus Înalta Curte de Apel Imperială (Reichskammergericht) în imposibilitatea de a funcționa, Consiliul Aulic (Reichshofrat) câștigând astfel în importanță. În ceea ce privește orașele imperiale, Rudolf și-a accentuat poziția de conducător al acestora.
Datorită lipsei de acțiune, Rudolf și-a pierdut treptat sprijinul. Faptul că a cedat orașul imperial protestant Donauwörth în 1607 principelui catolic Maximilian de Bavaria a avut efect negativ și ca urmare opozița protestantă s-a accentuat. Mai ales Palatinatul Elector l-a acuzat pe împărat că este partizan. Dieta din Regensburg din 1608 a fost prima în care nu s-a ajuns la un acord între protestanți și catolici astfel încât și acest organ imperial devenise inoperabil.
Disputa din 1610 privind succesiunea în ducatele Jülich-Kleve-Berg amenința să escaladeze într-o criză europeană. Eșecul împăratului i-a determinat pe protestanți să se orienteze către Țările de Jos, Anglia și Franța. Stările catolice, pe de altă parte, se bazau pe Spania. În cele din urmă, doar moartea regelui francez Henric al IV-lea a fost cea care a împiedicat la acel moment izbucnirea unui război european și nu politica lui Rudolf.

#### Marele război împotriva turcilor

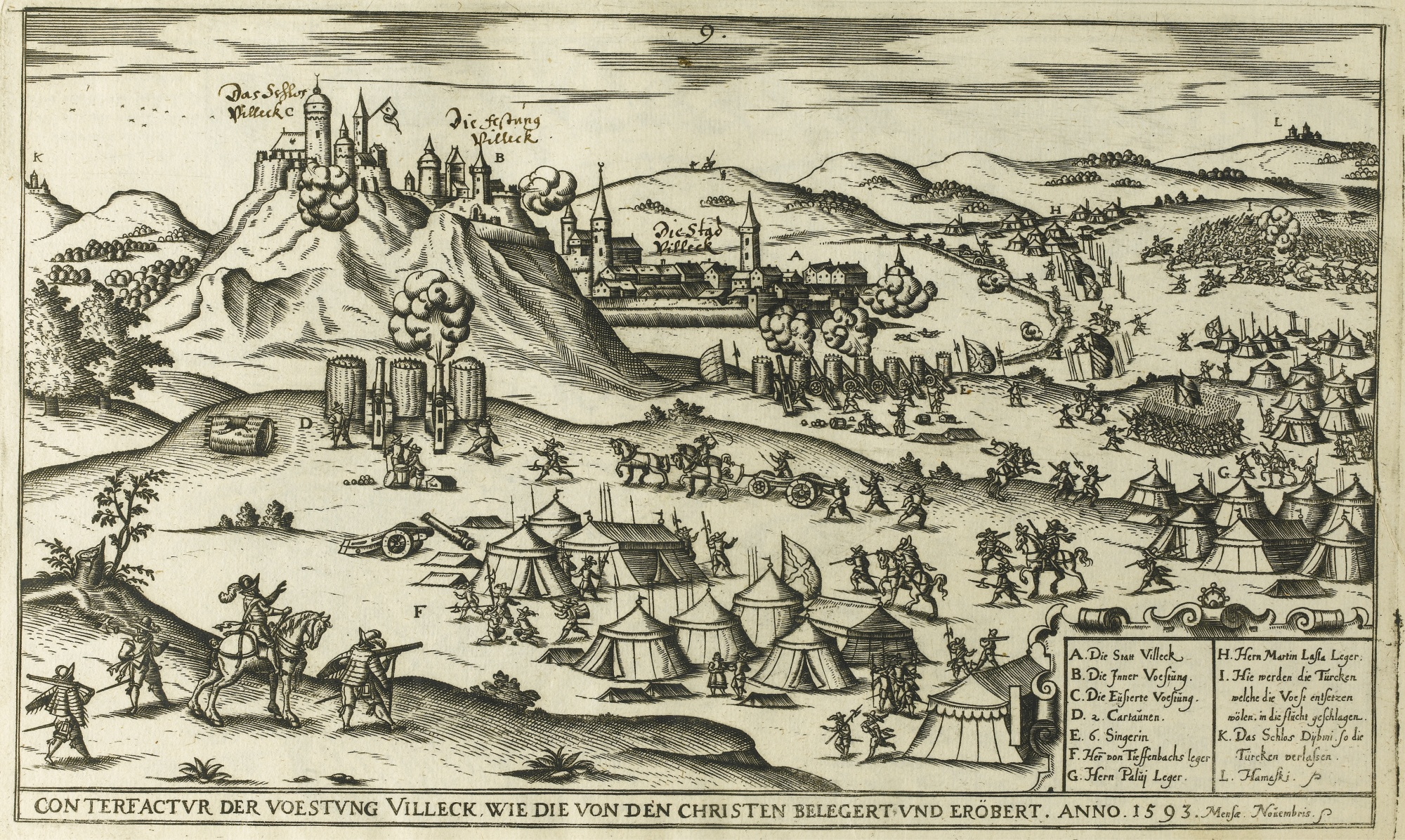
Asediul cetății Fiľakovo în 1593

O relativă pace cu otomanii domnea de mult timp în sud-estul imperiului. Totuși, în 1592 partida războinică din Constantinopol a prevalat ceea ce a dus în 1593 la Marele război împotriva turcilor. Împăratul însuși nu s-a aflat niciodată pe câmpul de luptă, dar s-a considerat învingător al turcilor lăsându-se înfățișat astfel. În special recucerirea Cetății Estergom în 1595 a fost exploatată în scopuri propagandistice. Cu ocazia acestei pretinse eliberări a Ungariei au fost create numeroase opere de artă care prezentau succesul imperial. Căderea cetății de graniță Kanizsa a fost urmată de alte succese imperiale. Rudolf a încercat să stabilească relații diplomatice cu Persia pentru a implica imperiul otoman în război pe un al doilea front. Imensele sume de bani cheltuite pentru război l-au obligat pe împărat să facă mai multe concesii Stărilor imperiale, mai ales în privința chestiunii religioase. Situația a devenit și mai dificilă când în 1604 principele Transilvaniei, Stefan Bocskay, a inițiat o revoltă în Ungaria.
Împăratul nu dorea însă cu adevărat pacea. Abia fratele său, Matia, a încheiat Pacea de la Zsitvatorok la 11 noiembrie 1606 ceea ce nu a schimbat cu mult situația. În cele din urmă, sultanul Ahmed I l-a recunoscut pe împărat ca monarh. Prin Pacea de la Viena din 1606, Matia a pus capăt și revoltei din Ungaria. Pacea încheiată de arhiducele Matia cu otomanii a agravat conflictul său cu Rudolf.

#### Revoltele fermierilor
În timpul dominei lui Rudolf au avut loc serioase tulburări sociale și războiul turcesc a împovărat mult populația. Oastea a fost formată prin recrutarea fermierilor din regiunile aflate la granița cu otomanii. De asemenea, Contrareforma a provocat nemulțumiri în rândul populației având ca urmare revolte ale fermierilor în 1595 și 1597 în Austria Superioară și Austria Inferioară. Rudolf a reacționat doar în 1597 prin limitarea obligației de a munci fără plată (robota) în folosul stăpânului feudal. Fermierii avuseseră o imagine idealizată a împăratului. În timpul negocierilor cu răsculații, arhiducele Matia a folosit brutal forța armată împotriva acestora.

### Disputa din Casa de Habsburg
Rudolf nu numai că nu s-a hotărât niciodată să se căsătorească fiind acuzat de lipsă de interes pentru asigurarea continuității dinastiei prin urmași legitimi, dar a reușit să-l împiedice și pe fratele său, Matia, să facă acest pas punând constant piedici tentativelor sale de a se însura. Aceasta a fost altă cauză a disputei dintre cei doi frați. Matia poseda mai mult ambiție decât abilități de conducător, fără a fi o personalitate deosebită.
Începând din 1600 arhiducii Matia și Maximilian și vărul lor, Ferdinand, au început să acționeze împotriva împăratului, dar fără consecințe imediate. Inactivitatea politică a lui Rudolf, războiul împotriva turcilor în desfășurare, criza constituției imperiale și dizolvarea treptată a curții imperiale ca urmare a capriciilor incalculabile ale împăratului, au făcut necesară luarea unei decizii majore. În 1605 arhiducii au convenit ca Matia să plece la Praga pentru a negocia cu împăratul, dar urmărindu-și ambițiosul țel de a prelua cârmuirea, acesta a refuzat. Pe 25 aprilie 1606 a avut loc la Viena o întâlnire secretă a arhiducilor de Habsburg care au stabilit ca Matia să fie capul familiei. Scopul final era cel de a-l detrona pe Rudolf. Astfel a început ceea ce s-a numit „cearta frățească” (Bruderzwist). Matia a încheiat pacea cu otomanii și ungurii fără a-l consulta pe împărat, iar acesta a trebuit să accepte. Membrii familiei s-au opus astfel în mod deschis împăratului. Pacea încheiată cu Ungaria prevedea garantarea drepturilor extinse acordate Stărilor și a libertății religioase.
Opoziția Stărilor provinciilor s-a făcut simțită, de asemenea, în Boemia și în teritoriile ereditare austriece. În 1608 arhiducii s-au aliat oficial cu Stările din Ungaria și Austria împotriva împăratului și Stările Moraviei s-au alăturat acestora. Arhiducele Matia s-a îndreptat cu oastea sa spre Praga. Deși Rudolf și-a dat seama de pericolul situației, a fost incapabil de a reacționa. Singurul membru al familiei care s-a alăturat cu armata sa lui Rudolf a fost arhiducele Leopold. Matia nu era însă susținut de Stările Boemiei, Sileziei și Luzaciei, care rămăseseră loiale împăratului. Pe acest fond, arhiducii nu și-au putut atinge pe deplin țelurile și ambele părți au fost nevoite să admită compromisuri. La 25 iunie 1608 s-a ajuns la Pacea de la Lieben prin care Rudolf renunța la guvernarea Ungariei, Austriei și Moraviei în favoarea lui Matia pe care l-a numit și succesor al său în Boemia. În schimb Matia a renunțat la pretențiile sale privind Tirolul și Austria Anterioară. La cerea arhiducilor de a-l numi pe Matia succesor la tronul imperial, Rudolf, pradă unui acces de furie, a declarat că prefera să moară decât să facă acest pas.
Dacă împăratul făcuse anterior promisiuni Stărilor Boemiei, Sileziei și Luzaciei, el a încercat ulterior să refuze îndeplinirea lor. În 1609 când Boemia amenința cu revolta, Rudolf a trebuit să emită o „Scrisoare a Maiestății” (9 iulie 1609) prin care acorda libertatea religioasă locuitorilor Boemiei. Protestanții au primit dreptul de a construi biserici și școli proprii și dreptul de a preda la Universitatea din Praga. Un document similar a fost emis, de asemenea, în favoarea Sileziei. Catolicii și protestanții au trebuit să dovedească toleranță reciprocă. Asigurarea libertății religioase și importantele privilegii acordate de Rudolf nobililor protestanți, au jucat un rol important în evenimentele din 1618 care au avut ca urmare Războiul de 30 de ani.
Opoziția împăratului în raport cu arhiducele Matia s-a bazat și pe susținerea unei armate, supranumită „Populația războinică din Passau” - o armată de mercenari recrutată de arhepiscopul de Passau, Leopold, nepotul lui Rudolf. Sub comanda arhiepiscopului trupele au intrat în Boemia, după ce devastaseră Austria Superioară. Ca urmare, nobilii boemi l-au părăsit pe Rudolf care nu a reușit să-l convingă să se retragă pe Leopold doritor de a se sui pe tronul Boemiei. Mercenarii din Passau au intrat în Praga. Arhiducele Matia a reușit abia  pe 11 martie 1611 să ocupe Praga cu ajutorul Stărilor boeme.
Matia a fost încoronat rege al Boemiei pe 23 mai 1611. Rudolf devenise astfel un împărat „fără țară” fiind doar tolerat de Matia în cetatea Hrad la Praga. Câteva luni mai târziu,  la 20 ianuarie 1612, Rudolf a murit, iar fratele său, Matia, l-a succedat la tronul imperial. Rudolf a fost înmormântat în Catedrala Sf. Vitus din Praga ca și predecesorii săi, Ferdinand I și Maximilian al II-lea.

### Rudolf ca patron al artelor și științelor
Interesul principal al lui Rudolf era îndreptat către artele și științele timpului său. Începând din septembrie 1598 astrologul danez Tycho Brahe a fost devenit matematicianul curții imperiale. El l-a avut ca asistent pe germanul Johannes Kepler. Brahe era un om exact pe gustul lui Rudolf: un cercetător pasionat și un genial inventator. Prezicerea sa că o rudă va cauza moartea împăratului, a contribuit mult la decăderea psihică a acestuia. După mpoartea lui Brahe, Kepler a devenit matematicianul și șeful observatorului imperial. „Tabelele Rudolfine” (Rudolfinische Tafeln), publicate în latină, editate de Kepler pe baza observațiilor lui Brahe, au servit la calcularea mișcării soarelui, lunii și planetelor. De asemenea, Rudolf l-a angajat la curtea sa pe ceasornicarul și matematicianul elvețian Jost Bürgi, autorul manuscrisului „Fundamentum astronomiae”.

Adevărata pasiune a lui Rudolf a fost însă alchimia care, în căutarea pietrei filozofale, a dus la inițierea studiului secretelor chimiei și mineralogiei.

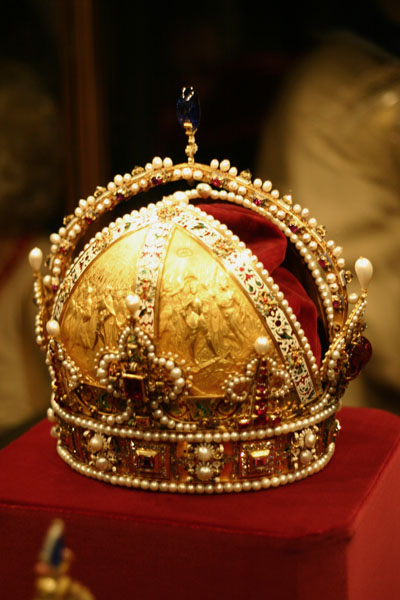
Coroana lui Rudolf al II-lea care ulterior a devenit coroana Imperiului Austriac.

Mulți istorici au considerat preocuparea lui Rudolf pentru artă, științe oculte și astrologie ca motiv al dezastruoasei sale politici. Recent însă cercetătorii istorici au reevaluat acest punct de vedere considerând patronajul artelor și științelor oculte ca un triumf și o parte cheie a Renașterii, eșecurile sale politice fiind cauzate de încercarea legitimă de a crea un imperiu unificat creștin, subminată de realitățile religioase, politice și intelectuale ale timpului său.

În 1602 Rudolf a comandat bijutierului său din Praga o nouă coroană din aur, împodobită cu 8 diamante, nenumărate rubine și perle și un safir central, coroană care este reprezentată în multe tablouri și fresce datând din Evul Mediu. Cele 8 diamante au o semnificație alegorică și mistică - 8 reprezintă numărul sfânt al biblicului Jerusalem, iar diamantul este simbolul lui Hristos.
Pe cele patru fațete din aur masiv se află reliefuri de mare finețe care îl reprezintă pe Rudolf al II-lea în postura de comandant suprem învingător al turcilor, precum și încoronările sale în Frankfurt (ca împărat romano-german), în Bratislava și în Praga (ca rege al Ungariei și Boemiei). Din 1804 coroana lui Rudolf al II-lea a devenit coroana tuturor împăraților Austriei, însă nu a fost niciodată folosită la încoronări. 

Portret alegoric al împăratului Rudolf (Giuseppe Arcimboldo, 1590)

Rudolf iubea colecțiile de picturi și se spunea că de multe ori privea o nouă lucrare în extaz ore în șir. Nu a ezitat să plătească sume mari de bani pentru dobândirea unor capodopere ca cele ale lui Albrecht Dürer și Pieter Brueghel cel Bătrân. El a fost și susținătorul unor talentați artiști contemporani, pictori aparținând noului curent artistic numit ulterior „manierism”, ca Bartholomeus Spranger, Hans von Aachen, Giambologna, Giuseppe Arcimboldo, Aegidius Sadeler, Roelant Savery și Adrian de Vries. Cel din urmă a creat în 1603 o statuie a lui Hristos în mărime naturală pentru biserica din Rothsürben, lângă Breslau. 
Colecțiile lui Rudolf s-au numărat printre cele mai impresionante din Europa contemporană, el deținând cea mai mare colecție de artă în stilul manierismului nordic. Este de remarcat faptul că în istoria artei se vorbește despre „arta rudolfiniană”.
Rudolf a lucrat cu mare pasiune ca aurar și s-a ocupat cu strungăritul artistic petrecând zile întregi cu aceste îndeletniciri. De asemenea, el a avut o remarcabilă colecție de monede.
Pasionat de ocultism și de alchimie Rudolf organizase propriul laborator în cetatea Hrad care avea o bună reputație în rândul alchimiștilor. Acolo lucrau confidenții săi, Hans P. Hayden si Hans von Pürbach. Oficiali ai curții, ca Hans Popp, Philipp Lang, medicul său personal ,Thaddaeus Hagecius (Thaddäus Hajek), ca și mulți alți medici ai săi, s-au ocupat, de asemenea, de alchimie.